# Huerta de la Partida
La Huerta de la Partida es un espacio natural de 38 000 metros cuadrados cercano a la Casa de Campo en Madrid. Se encuentra en el entorno de Madrid Río, justo a la altura del puente del Rey en camino hacia el lago de la Casa de Campo. Se trata de un recinto cercado en el siglo XVI que abastecía de hortalizas al palacio de los Vargas y junto al arroyo Meaques (canalizado desde los años 70). Desde la plaza de España bajando por la cuesta de San Vicente se llega al Puente del Rey y se accede a este espacio. En la parte más alta de la huerta, ha sido instalado un mirador desde el que se puede ver algunos de los monumentos de Madrid.

## Historia
Los orígenes de la huerta se remontan al siglo XVI como área de cultivo que abastece de hortalizas al vecino Palacio de los Vargas. La ciudad va creciendo durante los siglos posteriores, y lo hace en una dirección que no interfiere con la Huerta, es por esta razón por la que se mantiene durante siglos. Aparece identificada en el Plano de Teixeira del año 1656. Durante la Segunda República se cedió al Comité de Plantas Medicinales, y se plantaron diversas plantas medicinales que se popularizó entre los madrileños que iban recolectar, durante la Guerra Civil y durante la defensa de Madrid fue un frente de batalla muy intenso que le hace desaparecer prácticamente como huerta.
En los años 70 la creación de la carretera de circunvalación M-30 puso en peligro su existencia, la Casa de Campo aparecía desligada del centro de la ciudad debido al trazado de esta autovía. A comienzos del siglo XXI el soterramiento de seis kilómetros de dicha vía abrió la posibilidad de enlazar esta huerta con el centro de Madrid. En 2007 el Ayuntamiento de Madrid repobló el espacio con árboles integrándolo en el área Madrid Río.